# Serie B (1998/1999)
Rozgrywki Serie B w sezonie 1998/1999 były 67. edycją w historii włoskiej drugiej ligi.

## Uczestnicy
| Uczestnicy poprzedniej edycji                                                                                 | Uczestnicy poprzedniej edycji | Uczestnicy poprzedniej edycji | Uczestnicy poprzedniej edycji |
| --- | ----------------------------- | ----------------------------- | ----------------------------- |
| TOR | Torino                        | 51                            |                               |
| HEL | Hellas Verona                 | 6                             |                               |
| REG | Reggina                       | 7                             |                               |
| TRV | Treviso                       | 8                             |                               |
| GEN | Genoa                         | 9                             |                               |
| REA | Reggiana                      | 10                            |                               |
| CHV | Chievo Verona                 | 11                            |                               |
| FAN | Fidelis Andria                | 12                            |                               |
| PES | Pescara                       | 13                            |                               |
| RAV | Ravenna                       | 14                            |                               |
| MON | Monza                         | 15                            |                               |
| LUC | Lucchese                      | 16                            |                               |
| Spadek z Serie A 1997/1998                                                                                    |                               |                               |                               |
| BRE | Brescia                       | 15                            |                               |
| ATA | Atalanta                      | 16                            |                               |
| LCE | Lecce                         | 17                            |                               |
| NAP | Napoli                        | 18                            |                               |
| Awans z Serie C1 1997/1998                                                                                    |                               |                               |                               |
| grupa A |                               |                               |                               |
| CES | Cesena                        | 1                             |                               |
| CRE | Cremonese                     | 2                             |                               |
| grupa B |                               |                               |                               |
| COS | Cosenza                       | 1                             |                               |
| TER | Ternana                       | 2                             |                               |
| Oznaczenia: - kolumna pierwsza – skróty nazw drużyn, - kolumna trzecia – miejsce zajęte w poprzednim sezonie. |                               |                               |                               |

Objaśnienia:
1. Ze względu na równą ilość punktów pomiędzy Perugią i Torino zorganizowano dodatkowy mecz o awans do Serie A. W nim zwyciężyła Perugia awansując do Serie A, natomiast Torino pozostało w Serie B.
2. Cremonese i Ternana wygrały baraże o awans do Serie B.

## Tabela
| Lp. | Drużyna               | M  | Z  | R  | P  | Bramki | Bramki | Różn. | Pkt | Uwagi                      | Bezpośrednio |
| --- | --------------------- | -- | -- | -- | -- | ------ | ------ | ----- | --- | -------------------------- | ------------ |
| 1   | Hellas Verona (M) (A) | 38 | 18 | 12 | 8  | 60     | 38     | +22   | 66  | Awans do Serie A 1999/2000 |              |
| 2   | Torino (A)            | 38 | 19 | 8  | 11 | 57     | 36     | +21   | 65  | Awans do Serie A 1999/2000 |              |
| 3   | Reggina (A)           | 38 | 16 | 16 | 6  | 45     | 32     | +13   | 64  | Awans do Serie A 1999/2000 |              |
| 4   | Lecce (A)             | 38 | 18 | 10 | 10 | 47     | 39     | +8    | 64  | Awans do Serie A 1999/2000 |              |
| 5   | Pescara               | 38 | 18 | 9  | 11 | 50     | 42     | +8    | 63  |                            |              |
| 6   | Atalanta              | 38 | 14 | 19 | 5  | 44     | 27     | +17   | 61  |                            |              |
| 7   | Brescia               | 38 | 14 | 14 | 10 | 44     | 33     | +11   | 56  |                            |              |
| 8   | Treviso               | 38 | 14 | 14 | 10 | 52     | 42     | +10   | 56  |                            |              |
| 9   | Napoli                | 38 | 12 | 15 | 11 | 41     | 38     | +3    | 51  |                            |              |
| 10  | Ravenna               | 38 | 13 | 12 | 13 | 47     | 51     | −4    | 51  |                            |              |
| 11  | Chievo Verona         | 38 | 11 | 15 | 12 | 37     | 39     | −2    | 48  |                            |              |
| 12  | Genoa                 | 38 | 10 | 16 | 12 | 53     | 53     | 0     | 46  |                            |              |
| 13  | Cesena                | 38 | 10 | 15 | 13 | 37     | 41     | −4    | 45  |                            |              |
| 14  | Monza                 | 38 | 10 | 15 | 13 | 32     | 38     | −6    | 45  |                            |              |
| 15  | Ternana               | 38 | 10 | 15 | 13 | 39     | 50     | −11   | 45  |                            |              |
| 16  | Cosenza               | 38 | 11 | 10 | 17 | 41     | 53     | −12   | 43  |                            |              |
| 17  | Reggiana (S)          | 38 | 9  | 14 | 15 | 40     | 49     | −9    | 41  | Spadek do Serie C1         |              |
| 18  | Fidelis Andria (S)    | 38 | 9  | 13 | 16 | 33     | 49     | −16   | 40  | Spadek do Serie C1         |              |
| 19  | Lucchese (S)          | 38 | 8  | 13 | 17 | 35     | 45     | −10   | 37  | Spadek do Serie C1         |              |
| 20  | Cremonese (S)         | 38 | 3  | 11 | 24 | 30     | 69     | −39   | 20  | Spadek do Serie C1         |              |